# Kensico Cemetery
Kensico Cemetery är en begravningsplats i Valhalla i Westchester County i New York, USA. Den är belägen nära Kensico Dam.
Begravningsplatsen etablerades 1889 och utvidgades successivt under följande decennier. En del såldes 1912 för att bli del av Gate of Heaven Cemetery, som öppnade 1917. En särskild judisk avdelning, Sharon Gardens, tillkom 1953.

## Gravsatta
Flera berömda personer är gravsatta på Kensico Cemetery, däribland Elie Wiesel, Sergej Rachmaninov och Ayn Rand.
Automatiskt genererad lista (förklaring)
| namn                    | dödsdatum             |
| ----------------------- | --------------------- |
| George Ticknor Curtis   | 1894-03-28            |
| Hjalmar Boyesen         | 1895-10-04            |
| Hart Pease Danks        | 1903-11-20            |
| Luigi Palma di Cesnola  | 1904-11-20            |
| David Graham Phillips   | 1911-01-24 1911-01-23 |
| Harriet Quimby          | 1912-07-01            |
| William Wallace Denslow | 1915-03-29            |
| Frank Moss              | 1920-06-05            |
| Herbert Booth           | 1926-09-25            |
| Florenz Ziegfeld        | 1932-07-22            |
| Josephine Crowell       | 1932-07-27            |
| William L. Ward         | 1933-07-16            |
| Samuel Parkes Cadman    | 1936-07-12            |
| Lou Gehrig              | 1941-06-02            |
| Emanuel Feuermann       | 1942-05-25            |
| Sergej Rachmaninov      | 1943-03-28            |
| Marion Harris           | 1944-04-23            |
| Frank Craven            | 1945-09-01            |
| Harry Davenport         | 1949-08-09            |
| Evangeline Booth        | 1950-07-17            |
| Ivan Simpson            | 1951-10-12            |
| Alison Skipworth        | 1952-07-05            |
| Lewis Stone             | 1953-09-12            |
| Henry Stephenson        | 1956-04-24            |
| Guy Kibbee              | 1956-05-24            |
| Tommy Dorsey            | 1956-11-26            |
| Herbert H. Lehman       | 1963-12-05            |
| Frank Conroy            | 1964-02-24            |
| Geraldine Farrar        | 1967-03-11            |
| Billie Burke            | 1970-05-14            |
| Charles Weidman         | 1975-07-15            |
| Wendy Barrie            | 1978-02-02            |
| Ann Shoemaker           | 1978-09-18            |
| Paddy Chayefsky         | 1981-08-01            |
| Ayn Rand                | 1982-03-06            |
| Danny Kaye              | 1987-03-03            |
| Eulace Peacock          | 1996-12-13            |
| Al Hirschfeld           | 2003-01-20            |
| Ruth Laredo             | 2005-05-25 2005-05-26 |
| Anne Bancroft           | 2005-06-06            |
| Anna Moffo              | 2006-03-09            |
| Beverly Sills           | 2007-07-02            |
| Gil Scott-Heron         | 2011-05-27            |
| Elie Wiesel             | 2016-07-02            |
| Roy Jay Glauber         | 2018-12-26            |
| Robert Downey Sr.       | 2021-07-07            |
| Siri Von Reis           | 2021-08-03            |